# Koerberiella johnsonii
Koerberiella johnsonii är en lavart som beskrevs av Motyka 1996. Koerberiella johnsonii ingår i släktet Koerberiella och familjen Porpidiaceae.   Inga underarter finns listade i Catalogue of Life.